# Prosopis globosa
Prosopis globosa là một loài thực vật có hoa trong họ Đậu. Loài này được Gillies ex Hook. & Arn. miêu tả khoa học đầu tiên năm 1833.